# Dexter City (Ohio)
Pour les articles homonymes, voir Dexter City.
Dexter City est un village américain situé dans le comté de Noble, dans l'Ohio. Selon le recensement de 2010, sa population est de 129 habitants.